# بایرولس
بایرولس (به فرانسوی: Bairols) یک کمون در فرانسه است که در canton of Villars-sur-Var واقع شده‌است. بایرولس ۱۵٫۲۴ کیلومتر مربع مساحت دارد ۸۸۰ متر بالاتر از سطح دریا واقع شده‌است.